# De Geer af Leufsta
de Geer af Leufsta är en svensk adelsätt med friherrlig och grevlig värdighet, förgrenad ur den svensk-nederländska släkten De Geer. Ätten blev friherrlig 1773 och introducerades samma år. En gren med Carl De Geer blev grevlig 1818 och introducerades året därpå. Den utslocknade 1861.

## Kända personer
- Charles De Geer (1720–1778), bruksägare och entomolog.
- Charles De Geer (1747–1805), politiker.
- Charlotte De Geer (1744–1820).